# Perizoma epictata
Perizoma epictata là một loài bướm đêm trong họ Geometridae.